# دالة صحيحة
في التحليل العقدي، الدالة الصحيحة (بالإنجليزية: Integral function)‏ هي دالة قيمها أعداد عقدية، تامة الشكل على المستوى العقدي كله. من الأمثلة على الدوال الصحيحة، متعددات الحدود والدالة الأسية وكل جمع أو جداء أو تركيب لهؤلاء، كما هو الحال بالنسبة للدوال المثلثية جيب وجيب التمام. أضف إلى ذلك اشتقاق وتكامل الدوال الصحيحة كما هو الحال بالنسبة لدالة الخطأ.

## خصائص
كل دالة صحيحة (f(z يمكن أن يعبر عنها بمتسلسلة قوى
{\displaystyle f(z)=\sum _{n=0}^{\infty }a_{n}z^{n}}
التي تتقارب في المستوى العقدي كله. انظر إلى نصف قطر التقارب.
{\displaystyle \lim _{n\to \infty }\left|a_{n}\right|^{\frac {1}{n}}=0}
أو
{\displaystyle \lim _{n\to \infty }{\frac {\ln |a_{n}|}{n}}=-\infty .}